# Louis Disbrow

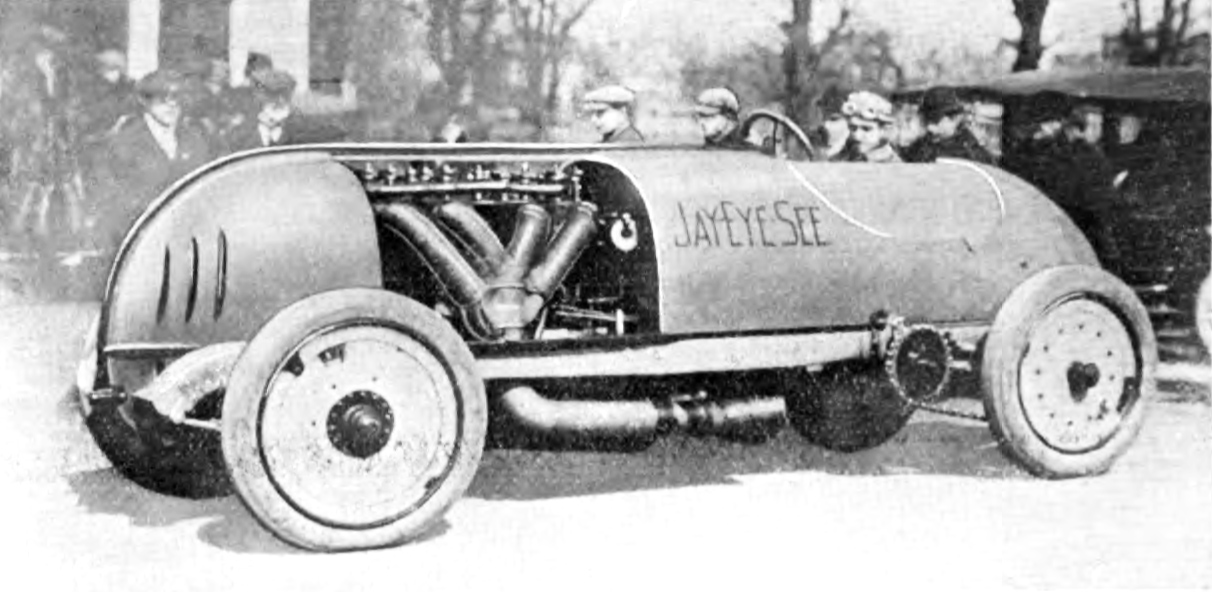
Disbrow à bord de Jay-Eye-See, en 1912 (voiture de la J. I. Case corporation).

Louis A. Disbrow, né le 23 septembre 1876 à Chicago et mort le 9 juillet 1939 à New York (à 62 ans), était un pilote automobile américain notamment spécialiste au début du XXe siècle de courses automobiles d'endurance. 

## Carrière
Sa carrière en sport automobile s'étale entre 1908 (sur Ford) et 1915. Durant ces huit saisons, il dispute 19 courses  du championnat américain de course automobile AAA, et en remporte quatre (en 1911 et 1913). Il s'impose ainsi à Jacksonville Beach et à Philadelphie au Fairmount Park sur Pope-Hartford (en) puis National en 1911, et en 1913 deux fois à Galveston pour la Denver Beach Course sur Simplex. Aux 500 miles d'Indianapolis (s'alignant consécutivement lors des quatre premières courses de cette épreuve, de 1911 à 1914), il est huitième en 1913 sur Case. 
Il court encore lors du Grand Prix des États-Unis à trois reprises, en 1910, 1911 et 1915, se classant cinquième aux deux dernières éditions citées, sur Pope-Hartford puis Simplex. Il est aussi sixième de la Coupe Vanderbilt 1911.
L'une de ses courses de prédilection d'importance reste cependant celle des 24 Heures de Brighton Beach, où il obtient deux fois la deuxième place en 1909, sur Rainier (en), et la troisième encore en 1909 avec cette marque (trois compétitions durant la même année), son partenaire au volant étant Charles Lund. 
En 1910, il gagne la course de côte de Sunset Hill (Ossining, NY), avec une Knox (en) "Giantess". Cette année-là il est aussi quatrième de la Coupe Vanderbilt, sur National à Long Island.